# Gerd Gerber
Gerd Gerber (* 14. Juli 1944 in Colmar; † 30. Dezember 2018) war ein deutscher Rechtswissenschaftler und parteiloser Kommunalpolitiker. Von 1992 bis Sommer 2008 war er Oberbürgermeister der Stadt Weingarten.

## Leben
Gerd Gerber wurde am 14. Juli 1944 als Sohn des Regierungsdirektors Martin Gerber (1914–1991) in Colmar im Elsass geboren. Er wuchs in Ravensburg und in Biberach auf. In Ravensburg besuchte er zwischen 1948 und 1952 die Volksschule am Mehlsack und anschließend das Wieland-Gymnasium Biberach. Nach dem Abitur folgte von 1965 bis 1970 das Studium der Rechtswissenschaft und Referendariat in Tübingen und Bonn. Das Erste Staatsexamen legte Gerber in Tübingen, das Zweite in Stuttgart ab.
Ab 1974 war er als Landesbeamter tätig: Stationen waren als Referent im Baureferat des Regierungspräsidiums Tübingen, als Dozent für „Verwaltungs- und Staatsrecht“ an der Fachhochschule für öffentliche Verwaltung Stuttgart, als Oberregierungsrat im Suchtreferat des Sozialministeriums Baden-Württemberg und bei den Landratsämtern des Landkreises Tübingen und des Zollernalbkreises. Von 1988 bis 1992 war er Erster Landesbeamter im Landratsamt Ravensburg und damit Stellvertreter des damaligen Landrats Guntram Blaser.
Von dort kommend kandidierte der Parteilose 1992 für das Amt des Oberbürgermeisters der Stadt Weingarten. Er konnte sich gegen Siegfried Abt, damaliger Bürgermeister von Herbertingen (1968–2000), und den aus Weingarten stammenden Guido Wolf, späterer Landrat im Landkreis Tuttlingen (2003–2011), behaupten und trat 1992 die Nachfolge von Rolf Gerich, der nicht mehr kandidierte, an. Seine Wiederwahl im Jahr 2000 verlief ohne ernsthafte Gegenkandidatur. Nach Ablauf seiner zweiten Amtszeit am 16. August 2008 verzichtete er auf eine erneute Kandidatur. Nach der Gemeindeordnung hätte er längstens noch eine halbe Amtsperiode (bis zum Alter von 68 Jahren) an der Spitze der Stadt stehen dürfen. Als sein Nachfolger wurde Markus Ewald gewählt. 
Im Anschluss an seine Amtszeit war Gerber Dozent für „Kommunal- und Landespolitik“ an der Pädagogischen Hochschule Weingarten. Zudem war er Vorsitzender des Studentenwerks Weiße Rose e.V. in Weingarten und Mitglied des Rotary Clubs Ravensburg-Weingarten.
Gerber ist am 30. Dezember 2018 einer langen und schweren Krankheit erlegen.

## Ehrung
Am 11. Januar 2009 erhielt Gerber das Ehrenbürgerrecht der Stadt Weingarten. Am 4. Juni 2011 wurde er als „Chevalier dans l’Ordre National du Mérite“ für seine Bemühungen um die deutsch-französische Freundschaft ausgezeichnet.
Er war Ehrenmitglied von mehreren Vereinen und Institutionen:
- Blutfreitagsgemeinschaft Weingarten
- Pädagogische Hochschule Weingarten
- Skatclub Blumenau aus Weingarten